# 6180 Bystritskaya

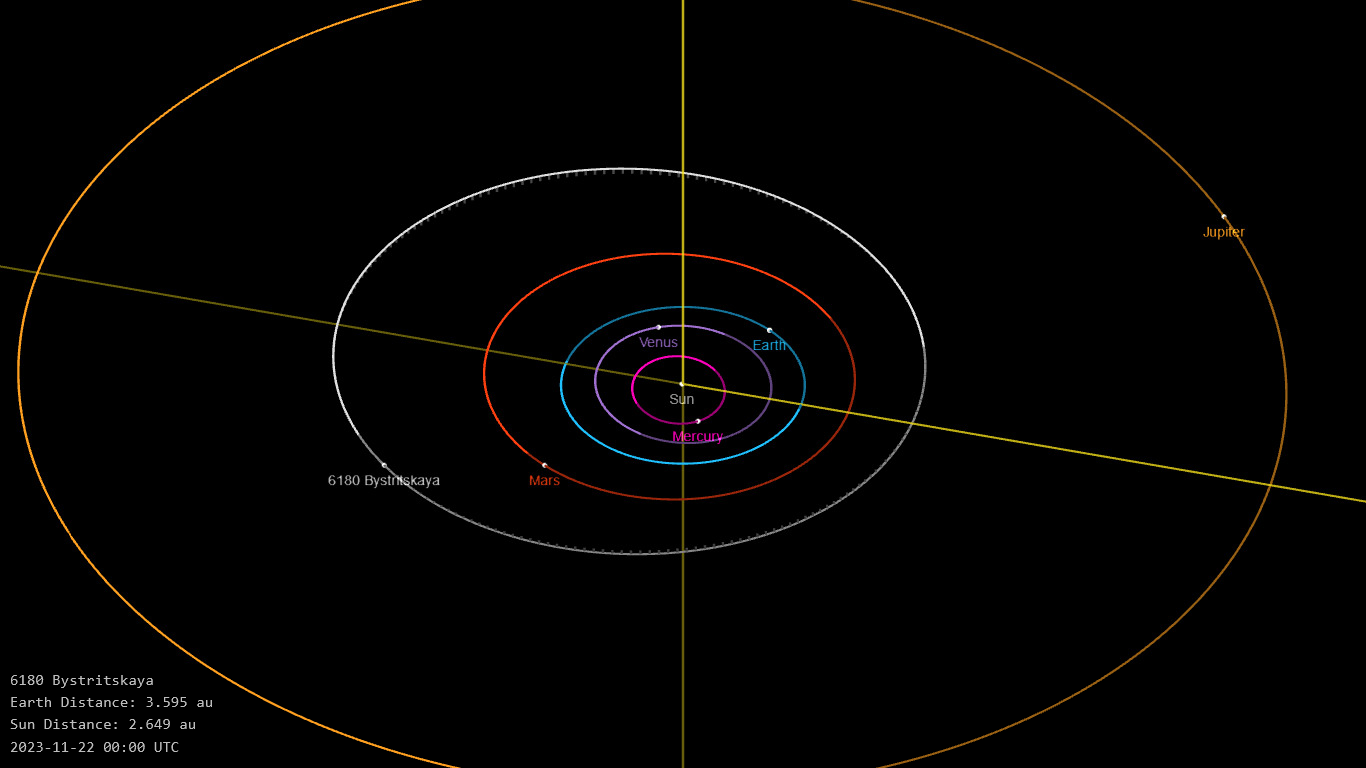

6180 Bystritskaya è un asteroide della fascia principale. Scoperto nel 1986, presenta un'orbita caratterizzata da un semiasse maggiore pari a 2,4434032 UA e da un'eccentricità di 0,2129047, inclinata di 1,15593° rispetto all'eclittica. È stato così chiamato in onore dell'attrice sovietica Ėlina Bystrickaja.